# Oswald Kaduk
Oswald Kaduk ps. „Teufel”, „Pufftata” (ur. 26 sierpnia 1906 w Królewskiej Hucie, zm. 31 maja 1997, Langelsheim) – zbrodniarz hitlerowski, członek załogi obozu koncentracyjnego Auschwitz-Birkenau i SS-Oberscharführer.

## Życiorys
W 1939 wstąpił do SS, a rok później przydzielono go do Waffen-SS. Początkowo walczył na Froncie Wschodnim, następnie w lipcu 1941 został skierowany do Auschwitz-Birkenau, gdzie pełnił służbę w rewirze (szpitalu obozowym). Kaduk stopniowo awansował w obozowej hierarchii, zostając najpierw Blockführerem (kierownikiem bloku), a następnie Rapportführerem (oficerem raportowym, odpowiedzialnym za apele więźniów). Był jednym z najokrutniejszych esesmanów, którzy pełnili służbę w Auschwitz-Birkenau. Zwłaszcza pod wpływem alkoholu, stosował najwymyślniejsze tortury i kary wobec więźniów. Dokonywał rozlicznych egzekucji i brał udział w mordowaniu Żydów w komorach gazowych Brzezinki. Otrzymał od więźniów pseudonim „diabeł” (niem. Teufel). W Auschwitz-Birkenau przebywał do ewakuacji obozu w styczniu 1945, następnie pełnił również służbę w Mauthausen-Gusen.
Po upadku III Rzeszy, Kaduk początkowo pracował w cukrowni w Löbau, lecz w grudniu 1946 został rozpoznany przez byłego więźnia Oświęcimia. Aresztowano go i radziecki Trybunał Wojskowy skazał Kaduka w sierpniu 1947 na karę 25 lat pozbawienia wolności, którą odbywał we wschodnioniemieckim więzieniu w Budziszynie. Zwolniony został w 1956 i wyjechał do RFN, gdzie pracował jako pielęgniarz. Już jednak w 1959 aresztowała go zachodnioniemiecka policja w Berlinie. W 1963 Kaduk zasiadł na ławie oskarżonych w drugim procesie oświęcimskim, który toczył się przed sądem we Frankfurcie nad Menem. 19 sierpnia 1965, wobec udowodnienia mu bezpośredniego zabójstwa 10 osób i udziału w zamordowaniu kolejnego 1000 ludzi, skazano go na dożywocie (najwyższy wymiar kary). Zwolniony z więzienia ze względu na stan zdrowia w 1989. Zmarł w 1997 w Langelsheim-Lautenthal.